# Гуляйполе (Акмолинская область)
Гуляйполе (каз. Гуляйполе) — село в Шортандинском районе Акмолинской области Казахстана. Входит в состав Раевского сельского округа. Код КАТО — 116855300.

## География
Село расположено возле озера Батантай, в северной части района, на расстоянии примерно 24 километров (по прямой) к северо-западу от административного центра района — посёлка Шортанды, в 14 километрах к северо-западу от административного центра сельского округа — села Раевка.
Абсолютная высота — 364 метров над уровнем моря.
Ближайшие населённые пункты: село Егемен — на юго-востоке.
Близ села проходит проселочная дорога, соединяющая сёла Раевка и Пригородное. 

## Население
В 1989 году население села составляло 679 человек (из них русские — 34%, украинцы — 26%).

В 1999 году население села составляло 449 человек (231 мужчина и 218 женщин). По данным переписи 2009 года, в селе проживали 364 человека (189 мужчин и 175 женщин).
| Численность населения | Численность населения | Численность населения |
| 1989                  | 1999                  | 2009                  |
| --------------------- | --------------------- | --------------------- |
| 679                   | ↘449                  | ↘364                  |

## Инфраструктура
В селе функционируют:
- основная школа
- медицинский пункт

## Улицы[6]
- микрорайон Целинный
- ул. Абая Кунанбаева
- ул. Лесная
- ул. Полевая
- ул. Приозёрная
- ул. Сакена Сейфуллина
- ул. Школьная